# Ибраев, Эсенгул Касымович
Эсенгул Касымович Ибраев (кирг. Эсенгул Ибраев; 16 марта 1933, Чет-Нура (ныне Нарынский район, Нарынская область, Кыргызстан) — 5 августа 2005, Бишкек) — киргизский и советский поэт-лирик, сатирик

, журналист, редактор, публицист, переводчик. Заслуженный работник культуры Кыргызстана (1994). Народный поэт Кыргызстана (2000).

## Биография
Из крестьян. В 1952 году окончил Нарынское педагогическое училище. В 1952—1956 годах учительствовал в школах Кочкорского и Нарынского районов, был членом райкомов комсомола.
В 1961 году окончил факультет журналистики Киргизского государственного университета.
В 1961—1987 годах — заведующий отделом, ответственный секретарь, заместитель редактора, главный редактор республиканского политико-сатирического журнала «Чалкан».
Член Союза журналистов СССР с 1962 года.
С 1970 года — член правления Союза писателей СССР, Союза писателей Киргизии, президент Нарынского литературного общества «Ынтымак».
Скончался 5 августа 2005 года в Бишкеке. Похоронен на Ала-Арчинском кладбище.

## Творчество
Автор более 20 сборников песен, сатиры и стихотворений. Среди них такие известные книги, как «Мы - наследие наших предков», «Потоки жизни», «Если живот горит», «Дни — мои крылья», «Письмо из Мидина», «Песни Эсенгула».
Занимался переводами мировой поэзии на киргизский язык и издал 7 книг.

## Награды
- Заслуженный работник культуры Кыргызстана (1994)[1]
- Почётная грамота Верховного Совета Киргизской ССР
- Почётный академик Культурного центра Ата-Тюрк и Совета Ата-Тюрк по науке и истории (1999)
- Член Швейцарского бюро авторских прав «Swiss» (1999)
- Народный поэт Кыргызстана (2000)[1]
- Премия Международной духовной ассоциации (2002)
- Государственная премия Кыргызской Республики имени Токтогула (2007)[1]
- Почётный гражданин города Бишкек[2]

## Избранные произведения
- Бөбөгүм: Ырлар. — Ф.: Кыргызокуупедмамбас, 1964.
- Кичинекей манасчы: Поэма. — Ф.: Мектеп, 1966.
- Ленин жүрөктө: Поэма. — Ф.: Мектеп, 1966.
- Тай күлүк. Ф.: Мектеп, 1967.
- Таң шоокуму: Ырлар. — Ф.: Кыргызстан, 1968.
- Ичиң күйсө…: Сатиралар, тамсилдер, эпиграммалар, арноолор. — Ф.: Кыргызстан, 1970. * Мекеним менин жүрөктө. — Ф.: Мектеп. 1970.
- Карабай. — Ф.: Мектеп, 1971.
- Биз — аталар мурасы: Ырлар жана поэма. — Ф.: Кыргызстан, 1974
- Шаркыратма: Ырлар. — Ф.: Мектеп, 1976.
- Турмуш агымдары: Ырлар, сатиралар жана поэма. — Ф.: Кыргызстан, 1978.
- Закымдар: Ырлар. — Ф.: Мектеп, 1979.
- Сур улак: Поэма-жомок. — Ф.: Мектеп, 1980.
- Эңсөө: Ырлар жана сатиралар. — Ф.: Кыргызстан, 1981.
- Белес: Ырлар жана сатиралар. — Ф.: Кыргызстан, 1984.
- Мажилис: Ырлар. — Ф.: Мектеп, 1984.
- Мөмөлүү дарак: Ырлар, поэма, жомок. — Ф.: Мектеп, 1985.
- Эрдик: Поэма. — Ф.: Мектеп, 1987.
- Күндөр-менин канатым: Ырлар жана сатиралар. — Ф.: Адабият,1989.
- Өнөр издеген Өмөр: Жомок. — Б.: Адабият, 1993.
- Даван: Ырлар жана сатиралар. — Б.: Адабият, 1993.
- Мидинден кат: Поэма. — Ф.: Кыргызстан, 1993.
- Эсенгулдун ырлары: Ырлар, сатиралар. — Б.: Шам, 1998.
- Насыят: Ырлар, поэмалар. — Ф.: Кыргызстан, 2003.

## В русском переводе
- Прожитые годы : Стихи и сатира, 1984
- Сбор : Стихи. Для дошк. возраста, 1984